# Iwan Mytruś-Wyhowski
Iwan Mytruś-Wyhowski, ukr. Іван Митрусь-Виговський (ur. 2 czerwca?/14 czerwca 1897 w stanicy Umanskaja na Kubaniu, zm. latem 1944 ?) – ukraiński wojskowy (sotnik), oficer kontraktowy Wojska Polskiego, członek Armii Krajowej.

## Życiorys
Od 1907 r. uczył się w korpusie kadetów w Tyflisie. W 1912 r. został wyrzucony z niego z powodu głoszenia ukraińskich haseł narodowych. Po 1918 r. służył w Armii Czynnej Ukraińskiej Republiki Ludowej, dochodząc do stopnia sotnika. Służył w 2 Zaporoskim pułku konnym. W 1921 r. wraz z pozostałymi wojskowymi ukraińskimi został internowany w Polsce. Pod koniec lat 20. wstąpił do Wojska Polskiego, zostając oficerem kontraktowym w stopniu porucznika. Służył w 7 pułku Ułanów Lubelskich. Brał udział w wojnie obronnej 1939 r. Dostał się do niewoli niemieckiej, z której po pewnym czasie został wypuszczony. Wstąpił do Armii Krajowej (AK), obejmując dowództwo konspiracyjnego szwadronu 7 pułku Ułanów Lubelskich AK. Podczas akcji „Burza” latem 1944 r. szwadron zdobył koszary w Mińsku Mazowieckim, wyzwolonym przez AK. Po tej akcji por. I. Mytruś-Wyhowski zaginął.